# Nanna pallidipes
Nanna pallidipes är en tvåvingeart som först beskrevs av Malloch 1922.  Nanna pallidipes ingår i släktet Nanna och familjen kolvflugor. Inga underarter finns listade i Catalogue of Life.